# Лейнеля (станція)
60°19′22″ пн. ш. 25°02′21″ сх. д. / 60.3227° пн. ш. 25.0391° сх. д.
Лейнеля (фін. Leinelän rautatieasema, швед. Lejle järnvägsstation) — залізнична станція мережі приміських залізниць Гельсінкі, розташована в Коївукюля, Вантаа, Фінляндія, між станціями Аеропорт Гельсінкі-Вантаа та Гієккагар'ю.
Пасажирообіг у 2019 склав 1,397,991 осіб 

Відкрита 1 липня 2015. 
Конструкція — наземна відкрита, з однією прямою острівною платформою.

## Пересадки
- Автобуси: 574, 623, 623B, 624, 631, 633N, 635, 635B, 641, 642, 736